# サルメテロール・フルチカゾン

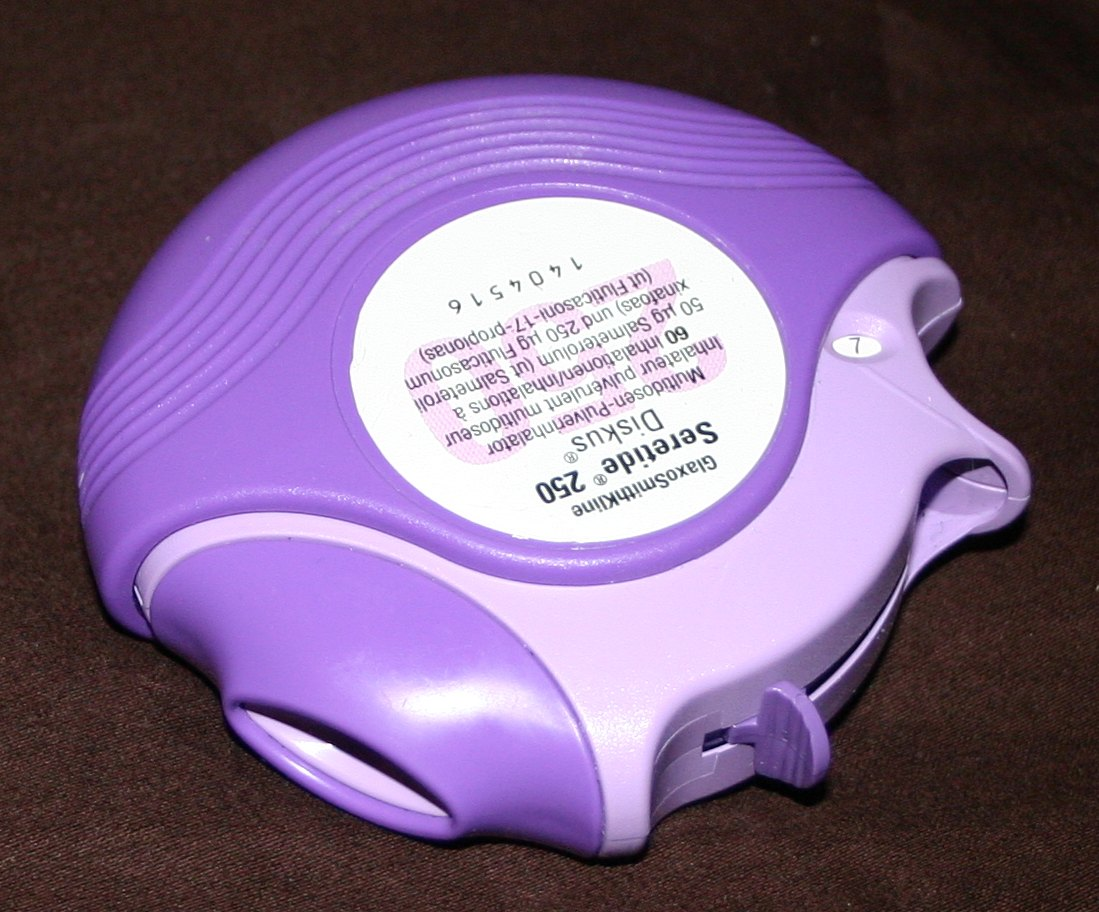
セレタイド（EUで発売）のディスカス

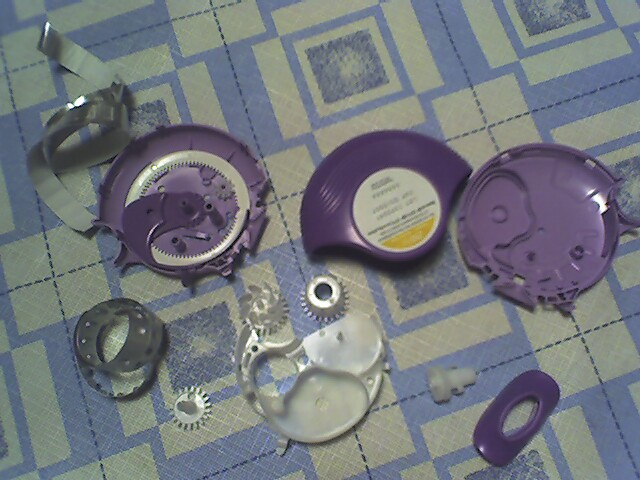
ディスカスの内部構造

サルメテロール・フルチカゾン（Salmeterol/Fluticasone）は、気管支喘息や慢性閉塞性肺疾患（COPD）の長期管理に用いられる配合剤。日本での承認上の正式な一般名はサルメテロールキシナホ酸塩･フルチカゾンプロピオン酸エステル。
グラクソ・スミスクライン（GSK）が同社の長時間作用性β2刺激薬キシナホ酸サルメテロール（商品名セレベント）と吸入ステロイド喘息治療剤プロピオン酸フルチカゾン（商品名フルタイド）を配合し、同時に吸入できるようにした合剤で、GSKが日本で商品名アドエア(Adoair)、アメリカでアドヴェアー(Advair)で、ドイツ以外のEU諸国でセレタイド(Seretide)、ドイツでヴィアーニ(Viani)、またシュバルツファーマがドイツでアトマディスク(Atmadisc)の商品名で販売している。いずれも容器は紫色。

## 効能・効果
- 気管支喘息（吸入ステロイド剤および長時間作動型吸入β2刺激剤の併用が必要な場合）
- 慢性閉塞性肺疾患（慢性気管支炎・肺気腫）の諸症状の緩解（吸入ステロイド剤および長時間作動型吸入β2刺激剤の併用が必要な場合）

いずれも、長期管理に用いられ、急性増悪時には用いられない。

## 概要
1998年にスウェーデンではじめて承認されて以降、世界120カ国以上で気管支喘息およびCOPD治療用として承認されており、フルチカゾンとサルメテロール双方の成分が相互に作用しあい、また、同時に吸入することで気管支内の同じ位置まで到達できるなど、単純に混合しただけ以上の効果があると報告されている。
日本では2007年4月18日付で3用量のディスカス（ドライパウダー・インヘラー）が成人の気管支喘息治療用として厚生労働省の承認を受け、同年6月8日薬価収載され発売された。当初、商品名をセレタイドとして申請したが、フルタイド、セレベントと名前が似通っていることによる過誤を防ぐため、厚生労働省の指導により商品名をアドエアとした。2009年1月21日にはCOPDおよび小児喘息についても適応追加され、エアゾール製剤の輸入販売についても承認された（薬価収載次第発売）。
サルメテロールとフルチカゾンを併用している患者にとっては、配合による相乗効果、利便性向上、使用後廃棄する容器の数の低減などが期待できるが、β2刺激薬の適切な使用からの逸脱、相乗効果によるリスク増加の懸念などの理由で、承認に反対する声もある。あくまでも併用する際の選択肢であり、併用の必要がない場合や、用量の組み合わせが適切でない場合には注意が必要である。
同様の効能を持つものとしては、GSKが、フランカルボン酸フルチカゾンと長時間作用型気管支拡張剤ビランテロールの配合剤を商品名レルベアとして、アストラ・ゼネカが同社のステロイド剤ブデソニド（商品名パルミコート）と長時間作用型気管支拡張剤ホルモテロールの配合剤を商品名シムビコート(Symbicort)として販売している（シムビコートには、後発品としてブデホルあり）。また、杏林製薬はホルモテロール・プロピオン酸フルチカゾンの合剤であるフルティフォームを、ノバルティスはステロイド剤モメタゾンと長時間作用型気管支拡張剤インダカテロールの合剤であるアテキュアを導入し販売している。これらは、いずれも気管支喘息の適応を持つが、COPDの適応を併せ持つのは、アドエア、レルベア100、シムビコートおよびブデホルのみである。

## 副作用
重大な副作用として、ショック、アナフィラキシー、血清カリウム値低下、肺炎(3.3%)が知られている。そのほか、1〜10%に口腔および呼吸器カンジダ症、嗄声、口腔および咽喉刺激感（違和感、疼痛、不快感等）、感染症、筋痙攣が発生する。副作用発現率は喘息の治験では国内・海外通算で成人14.8%、小児23.1%であり、COPDでは33.0%であった。
副作用の頻度は両有効成分の和である。例を挙げると、吸入ステロイド薬は口腔カンジダ症を引き起こすので、サルメテロール・フルチカゾンでも発生する。防止のために吸入後にうがいをすることが勧められる。吸入ステロイドと長時間作用型βアドレナリン受容体作動薬(LABA)を使用して症状を制御することは喘息治療ガイドラインで推奨されているが、サルメテロールには喘息死を誘発する小さなリスクがあり、ステロイドを併用してもリスクは低減されない。これはLABAが喘息発作を鎮めると同時に兆候無しに気道炎症と過敏性を亢進させる事で起きていると思われる。この合剤で起こる他の副作用は、血圧上昇、心拍数変動、不整脈、骨粗鬆症・骨折・緑内障の各リスクの上昇である。
サルメテロール・フルチカゾンの副作用を低減させるために、フランカルボン酸モメタゾンの点鼻スプレーを使用できる。